# Clifford Chase

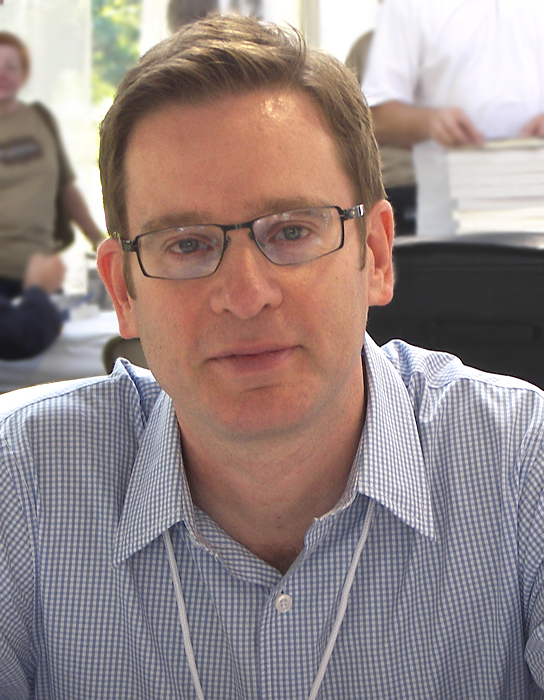
Clifford Chase w 2006 roku

Clifford Chase – pisarz amerykański, znany z satyrycznej powieści Oskarżony Pluszowy M. (2006), opowiadającą historię o pluszowym misiu oskarżonym o terroryzm. Był też autorem dwóch innych książek o tematyce LGBT: Queer 13: Lesbian And Gay Writers Recall Seventh Grade (1998) i Hurry-Up Song: A Memoir Of Losing My Brother.